# Perry Mason e la banconota da 10.000 $
Perry Mason e la banconota da 10.000 $ (The Case of the Baited Hook) è un romanzo giallo del 1940 scritto da Erle Stanley Gardner, e appartenente alla serie con protagonista il celebre avvocato Perry Mason.

## Trama
A Perry Mason è capitato di essere assunto nei modi più originali...ma mai con la metà di una banconota da 10.000 $! Eppure è quanto gli avviene all'inizio di questa avventura: un uomo misterioso (che presto l'avvocato identificherà come Robert Peltham, architetto e uno degli amministratori del patrimonio della famiglia Hastings) gli chiede di difendere la sua accompagnatrice, una donna mascherata, che gli consegnerà l'altra metà della banconota quando avrà bisogno di assistenza legale. Nessun altro indizio: né il nome della donna, né da cosa dovrebbe eventualmente difenderla.
Come se ciò non bastasse, il giorno dopo l'anziana signora Tump gli si rivolge per tutelare gli interessi della sua figlioccia, Byrl Gailord: la bambina, orfana dei ricchi genitori durante la rivoluzione d'ottobre, è stata condotta in America proprio dalla signora Tump, e poi adottata in modo non troppo trasparente dai coniugi Gailord, dei quali ha ereditato l'immensa fortuna. La signora Tump teme però che gli affari di Byrl siano gestiti disonestamente da Arthur Tidings, secondo marito della madre adottiva e ora amministratore dei suoi beni e di quelli della famiglia Hastings.
Mentre cerca di capire il collegamento tra questi due casi, Mason si imbatte proprio nel cadavere di Tidings, freddato nella propria villa con una pistola calibro 38. La cosa strana è che al cadavere mancano le scarpe: cosa può significare?
C'entra qualcosa l'ordine di acquisto di azioni per cinquantamila dollari della Compagnia Mineraria Occidentale emesso da Tidings (o così sembra) nelle ultime ore di vita? O invece c'entra l'ammanco dal patrimonio della famiglia Hastings? O ancora, delle irregolarità nelle adozioni di bambini verificatesi nella misteriosa Società Segreta del Benessere?
Guadagnare quella mezza banconota non si rivelerà affatto uno scherzo per il celebre avvocato!

## Personaggi principali
- Perry Mason, celebre avvocato
- Della Street, sua efficiente segretaria
- Paul Drake, investigatore privato e collaboratore di Mason
- Byrl Gailord, giovane ereditiera
- Signora Tump, sua madrina
- Arthur Tidings, amministratore disonesto
- Lizzy Holmes Tidings, seconda moglie di Arthur
- Charles Mattern, segretario di Tidings
- Robert Peltham, architetto e amministratore fiduciario
- Adele Hastings, altra giovane ereditiera
- Emery Bolus, presidente della Compagnia Mineraria Occidentale
- Loftus, socio anziano degli agenti di cambio Loftus e Cale
- Ganten, legale degli agenti di cambio Loftus e Cale
- Holcomb, sergente della Squadra Omicidi

## Edizioni italiane
- Perry Mason e la banconota da 10.000 dollari, collana I Libri Gialli n. 262, Arnoldo Mondadori Editore, 1941.
- Perry Mason e la banconota da 10.000 $, collana I classici del Giallo Mondadori n. 1013, Arnoldo Mondadori Editore, giugno 2004.
- Il caso della banconota da 10.000 dollari, traduzione di Enrico Andri, collana Oscar Scrittori Moderni n. 1984, Arnoldo Mondadori Editore, agosto 2008, pp. 182.